# Эмилиано-романьольский язык
Эмилиано-романьольский язык (эмилиано-романьольское наречие; эмил.-ром. Emiliàn e rumagnòl, emigliàn-rumagnôl) — один из галло-итальянских языков, распространённый в основном на юге северной Италии (область Эмилия-Романья). Традиционно относится к «итальянским диалектам».
В Эмилии-Романье этим языком владеет, по разным данным, от 2 до 3,5 млн чел. (90 % населения области). Язык распространён на северо-западе Италии от Пьяченцы до Равенны, между Апеннинами, рекой По и Адриатическим морем, а также в южной Ломбардии (районы Мантуи и Павии) и на севере Тосканы (район Луниджаны), а также на севере Марке (провинция Пезаро-э-Урбино).

## Диалекты
Эмилианская зона — четкие очертания имеет лишь южная граница по естественному гребню Апеннин между эмилианскими и тосканскими диалектами.
- Западно-эмилианский диалект — районы Пьяченцы и Пармы.
- Центрально-эмилианский диалект — районы Реджо и Модены.
- Восточно-эмилианский диалект — районы Феррары и Болоньи, за исключением восточной части провинции.

Романьольская зона — граница между эмилианской и романьольской зонами достаточно условна, часть её проходит по р. Силларо так, что к романьольскому ареалу относится восток эмилианской провинции Болонья.
К говорам романьольского типа относятся и говоры севера области Марке до р. Эзино, включающий провинцию Пезаро-э-Урбино.
- Диалект Северной Романьи — район Равенны.
- Диалект Южной Романьи — район Форли.
- Сан-маринский диалект (Sammarinese).

Переходные говоры
- Мантуанские говоры (Mantovano) — переходные, сочетающие в себе черты эмилианского, ломбардского и венетского типов.
- Говоры Вогеры и Павии (Vogherese-Pavese) — на юге Ломбардии. Смешанные — сочетают черты эмилианского, пьемонтского, лигурийского и ломбардского наречий.
- Говоры Луниджаны (Lunigiano) — Северо-запад Тосканы. Возможно, переходного эмильяно-лигурийского типа.
- Диалекты  Массы (Massese, Массезские[итал.] и Каррары — Каррарские[итал.]) — Северо-запад Тосканы, переходного эмилиано-тосканского типа с возможным лигурийским влиянием.
- Эмилиано-тосканские диалекты Лукки и областей прилегающих к ним диалектов северных склонов в провинциях Модены (коммуны Фьюмальбо, Пьевепелаго, Риолунато) и Реджо-нель-Эмилии (юг коммуны Вилла-Миноццо, диалекты с фонемами типа ö, ü) и коммуна Вентассо[итал.] (бывшая коммуна, ныне — муниципалитет Лигонкьо). С севера примыкают диалекты бывшей коммуны Бузана (напр., поселение Черварецца[итал.]) с редукцией конечных *-o, *-e до ü, e̥ или нуля звука.
- Высокогорные болонские диалекты (Bolognesi montani alti, Высокогорные болонские) — крайний юг Восточной Эмилии и центральный Север Тосканы, переходного эмилиано-тосканского типа.
- Целый ряд переходных романьольско-тосканских диалектов вдоль границ Романьи, Тосканы и Марке, напр. диалекты коммуны Кастельдельчи, в том числе Сенателло[итал.] и др.

## Эмилиано-романьольская Википедия
Существует раздел Википедии на эмилиано-романьольском языке («Эмилиано-романьольская Википедия»), первая правка в нём была сделана в ? году. По состоянию на 14:24 (UTC) 21 марта 2025 года раздел содержит 13 084 статьи (общее число страниц — 35 420); в нём зарегистрировано 28 265 участников, трое из них имеют статус администратора; 29 участников совершили какие-либо действия за последние 30 дней; общее число правок за время существования раздела составляет 157 859.